# Klaus von der Brelie
Klaus von der Brelie (* 30. September 1949 in Celle; † 11. August 2016 in Großburgwedel) war ein deutscher Journalist.

## Leben
1949 in Celle geboren, wuchs Klaus von der Brelie in Jeversen auf. Nach seinem Schulbesuch studierte er in Hannover an der dortigen Universität die Fächer Politik, Anglistik und Geschichte und schloss mit der Befähigung eines Realschullehrers. Seine journalistische Laufbahn begann zunächst als Volontär bei der Celleschen Zeitung, für die er anschließend bis 1977 als Redakteur arbeitete. Anschließend wechselte von der Brelie zur Hannoverschen Allgemeinen Zeitung (HAZ) in die Redaktion Niedersachsen, wo der „Reserveoffizier aus Überzeugung“, der vor allem anfangs auf den journalistischen Nachwuchs als strammer, später jedoch aufgeklärter Konservativer wirkte, als Solitär mitunter aber auch als sturer Kopf wahrgenommen wurde.
Nach einem Intermezzo bei der Celleschen Zeitung ging der Journalist mit dem Kürzel vdB im Jahr 1983 erneut zur HAZ und übernahm die Leitung der Niedersachsen-Redaktion. Bis zum Jahrhundertwechsel entwickelte er sich „zum intimen Kenner des Landes, seiner Eigenheiten, seiner Menschen“, lernte bald jeden Bürgermeister und beinahe sämtliche Landräte kennen.
1994 trat von der Brelie dem Presse Club Hannover bei.
Im April 2001 wechselte „vdB“ in die politische Redaktion der HAZ – und erhielt nur wenige Wochen später den Karl-Winnacker-Preis: Das Deutsche Atomforum würdigte am 15. Mai des Jahres in Dresden, dass von der Brelie bis dahin „stets sachlich ausgewogen und fundiert über die Kernenergie berichtet“ habe.
Als politischer Redakteur konzentrierte sich von der Brelie auf die deutsche Sicherheitspolitik und die Bundeswehr, war mit deutschen Soldaten bald ebenso oft in Kundus in Afghanistan unterwegs wie an ihren Militärstandorten zwischen Ems und Elbe und galt auch bei Bundespolitikern als hochgeachteter Reporter des Verteidigungsbündnisses NATO.
Im Dezember 2012 würdigte Klaus von der Brelie seinen 2009 verstorbenen Kollegen Jochen Mellin, mit dem er sich fast ein Viertel Jahrhundert lang sein Büro in der Niedersachsen-Redaktion der HAZ geteilt hatte. In seiner Rede anlässlich einer Ausstellung mit Werken des verstorbenen Fotojournalisten in der KulturWerkStadt in Burgdorf hob von der Brelie unter anderem Mellins „feines Gespür für die leisen Zwischentöne in der Sprachschöpfung sowie eine äußert präzise Beobachtungsgabe beim Ablichten eines Fotomotivs und Verfassen eines Textbeitrags“ hervor.
Kurz vor seinem Ruhestand wurde Klaus von der Brelie für den Rest seines Lebens von einer Krankheit erfasst. Dennoch versorgte er die HAZ weiterhin mit Informationen, schrieb Artikel über seinen letzten Wohnort Meitze in der Wedemark und „verabredete“ mehrere Buchprojekte.  Zudem kandidierte er noch kurz vor seinem Tode für die Kommunalwahl im September 2016 als Kandidat der CDU für den Ortsrat in Elze/Meitze; die Plakate für den Politiker waren schon gedruckt. Doch nach zweijährigem Kampf gegen seine Krankheit starb Klaus von der Brelie. Nach der Trauerfeier in der Stechinelli-Kapelle in Wieckenberg wurde er am 18. August 2016 auf dem Friedhof in Meitze beigesetzt.

## Schriften (Auswahl)
- Das Oldenburger Münsterland und ein erholsames Stück Niedersachsen, in Dieter Brosius et al.: Niedersachsen. Bundesland – Stammesland, 1. Auflage, Hrsg.: Niedersächsische Staatskanzlei, Niedersächsischer Landkreistag, Niedersächsischer Städte- und Gemeindebund, Niedersächsischer Städtetag, Heidelberg: Werbung und Graphik, 1989, ISBN 3-926455-03-9